# Superman (Barbra Streisand)
Superman è un album in studio della cantante e attrice statunitense Barbra Streisand, pubblicato nel 1977 dalla Columbia Records.

## Tracce
1. Superman (Richie Snyder) – 2:47
2. Don't Believe What You Read (Barbra Streisand, Ron Nagle, Scott Mathews) – 3:37
3. Baby Me Baby (Roger Miller) – 4:26
4. I Found You Love (Alan Gordon) – 3:50
5. Answer Me (Streisand, Paul Williams, Kenny Ascher) – 3:16
6. My Heart Belongs to Me (Alan Gordon) – 3:21
7. Cabin Fever (Ron Nagle) – 3:14
8. Love Comes from Unexpected Places (Kim Carnes, Dave Ellingson) – 4:10
9. New York State of Mind (Billy Joel) – 4:44
10. Lullaby for Myself (Rupert Holmes) – 3:17